# Anumeta spilota
Anumeta spilota là một loài bướm đêm thuộc họ Erebidae. Nó được tìm thấy ở phần phía tây của the Sahara tới Sinai, Israel, Trung Á, Pakistan và Ấn Độ.
Có thể có một lứa một năm. Con trưởng thành bay từ tháng 3 đến tháng 5.

## Phụ loài
- Anumeta spilota spilota
- Anumeta spilota harterti
- Anumeta spilota mugshinensis